# Новочеремхово
Новочеремхово — село в Заларинском районе Иркутской области России. Административный центр Новочеремховского муниципального образования. Находится примерно в 18 км к югу от районного центра.

## Население
По данным Всероссийской переписи, в 2010 году в селе проживало 329 человек (152 мужчины и 177 женщин).